# Cardiff City Stadium
Cardiff City Stadium är det walesiska Football League Championshiplaget Cardiff City:s hemmaarena.